# Власенки (лісова сторожка)
Власенки — колишній населений пункт (лісова сторожка) у Городоцькій сільській раді Ружинського району Бердичівської округи.

## Населення
Відповідно до перепису населення СРСР 17 грудня 1926 року, чисельність населення становила 6 осіб, з них 2 чоловіків та 4 жінки; за національністю — поляки. Кількість господарств — 1.

## Історія
Час заснування — невідомий. До 1923 року входила до складу Ширмівської волості Бердичівського повіту Київської губернії, до червня 1925 року — до складу Ружинського району Бердичівської округи. Станом на 17 грудня 1926 року — лісова сторожка Городоцької сільської ради Ружинського району Бердичівської округи. Відстань до центру сільської ради, с. Городок — 0,5 версти, до районного центру, містечка Ружин — 12 верст, до окружного центру в Бердичеві — 65 верст, до найближчої залізничної станції, Зарудинці — 3 версти.
Знята з обліку населених пунктів до 1 жовтня 1941 року.